# سیارک ۳۵۱
سیارک ۳۵۱ (به انگلیسی: 351 Yrsa، نامگذاری:1892V) سیصد و پنجاه و یکمین سیارک کشف شده‌است که در ۱۶ دسامبر ۱۸۹۲ و در هایدلبرگ کشف شد.
قدر مطلق سیارک برابر ۸٫۹۸ است.